# O-52 (Turkije)
De O-52 of Otoyol 52 (Autosnelweg 52) is een autosnelweg in Turkije. De autosnelweg is 365 kilometer lang en verbindt Adana met Gaziantep en Şanlıurfa. De snelweg sluit aan op de O-50 en de O-53. Het eerste deel van de snelweg werd aangelegd in 1993 (Adana tot Osmaniye). Later volgenden uitbreidingen tot Gaziantep (1996) en Şanlıurfa (2006).
O-1 · 
O-2 · 
O-3 · 
O-4 · 
O-5 · 
O-6 · 
O-7 · 
O-20 · 
O-21 · 
O-21A · 
O-22 · 
O-30 · 
O-31 · 
O-32 · 
O-33 · 
O-50 · 
O-51 · 
O-52 · 
O-53 · 
O-54 · 
O-57